# Espádice

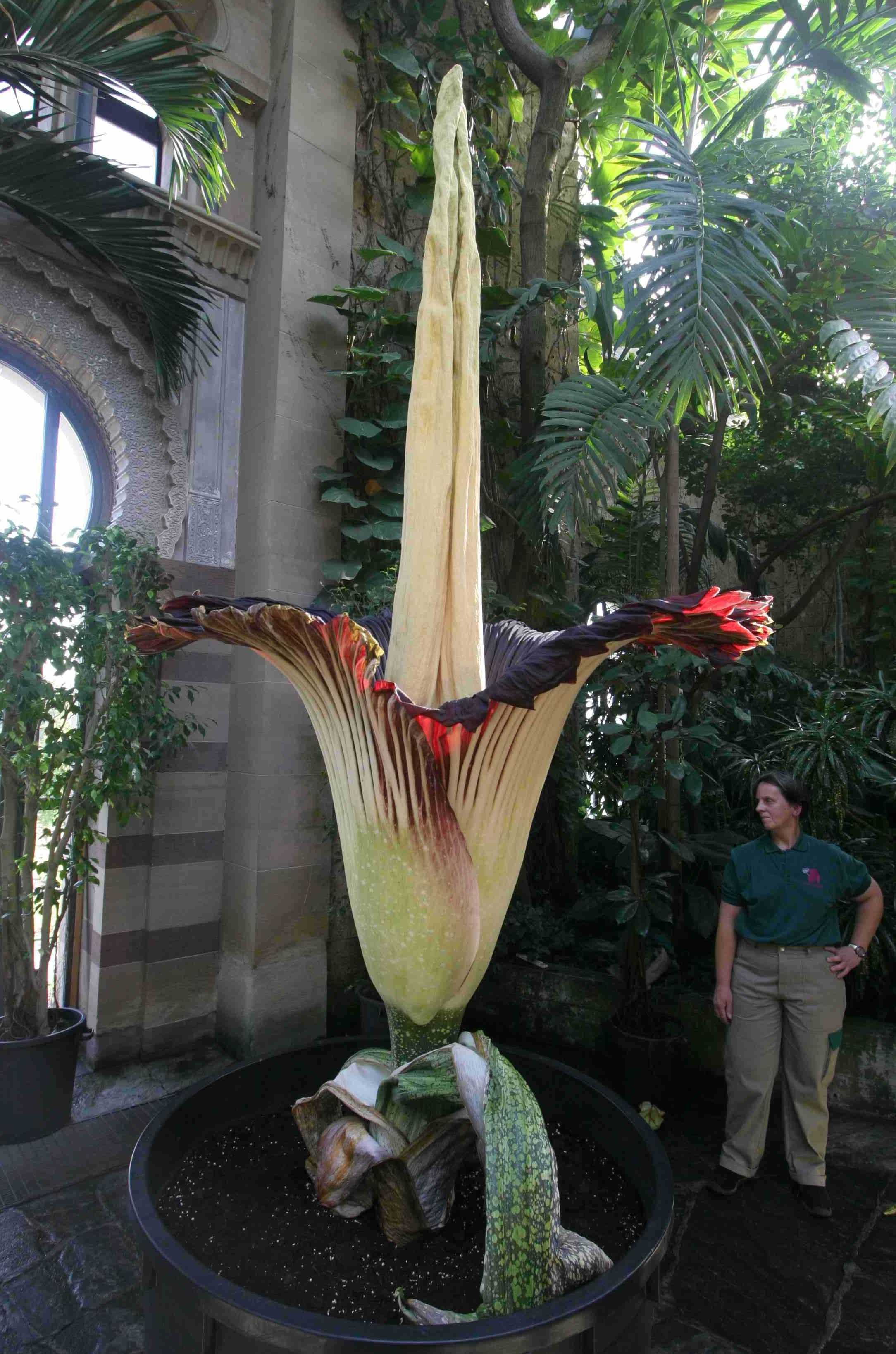
Espádice do jarro-titã.

O espádice (também grafado espadice) é um tipo especial de racemo, uma inflorescência com flores pequenas apinhadas sobre uma ráquis espessada e carnuda, tomando o aspecto de uma espiga, envolvida pela espata. 

Encontra-se em certas  liliópsidas (monocotiledóneas), especialmente na família das Aráceas, razão pela qual estas se chamavam anteriormente espadicifloras.

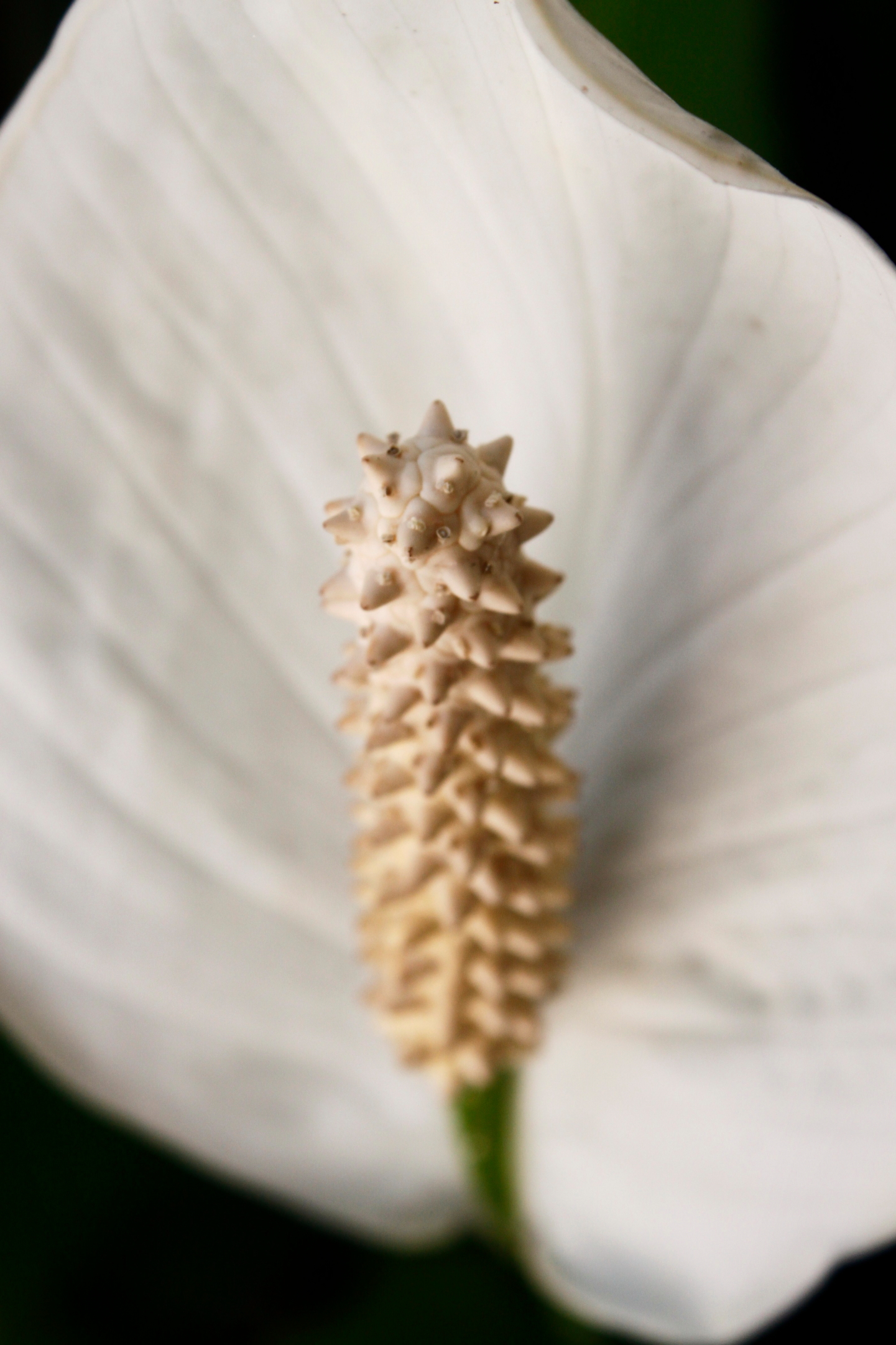
Espádice de um lírio-da-paz.

Nestas inflorescências existe comummente uma ou duas brácteas grandes, a chamada espata, geralmente de aspecto vistoso e solitário, rodeando ou encerrando parcialmente a partir de baixo o espádice. A "flor" do Anthurium é um espádice típico com espata grande e vistosa. O espádice da Amorphophallus titanum é frequentemente citado como sendo "a maior das flores", ainda que se trate na realidade de uma inflorescência.

## Etimologia
O substantivo espádice chegou ao português por via do latim spadīce-, «ramo de palmeira», que por seu turno proveio do grego antigo spádix, «ramo de árvore».